# 奥珀代特
奥珀代特（法語：Oppedette）是法国上普罗旺斯阿尔卑斯省的一个市镇，属于福卡尔基耶区（Forcalquier）。该市镇2009年时的人口为52人。

## 人口
奥珀代特人口变化图示
| 数据来源：INSEE |